# Ib Olsen (Ruderer)
Jørgen Ib Olsen (* 9. November 1929 in Højelse; † 9. November 2009 in Sorø) war ein dänischer Steuermann im Rudern.

## Werdegang
Ib Olsen gewann bei den Olympischen Sommerspielen 1948 in London zusammen mit Erik Larsen, Henry Larsen, Harry Knudsen und Børge Raahauge Nielsen die Bronzemedaille im Vierer mit Steuermann.